# Piotr Mieśnik
Piotr Mieśnik (ur. 9 maja 1982 w Radomiu) – polski dziennikarz, autor książek. W latach 2020–2023 redaktor naczelny Wirtualnej Polski i członek zespołu zarządzającego Wirtualna Polska Media, w 2024 szef redakcji Kanału Zero.

## Życiorys
Uczył się w Katolickim Liceum Ogólnokształcącym im. Św. Filipa Neri w Radomiu oraz na Wydziale Dziennikarstwa i Nauk Politycznych Uniwersytetu Warszawskiego.
Od 2006 do 2007 był dziennikarzem działu krajowego dziennika „Trybuna”. Współpracował z tygodnikiem „NIE”. W latach 2007–2014 związany z „Faktem”, gdzie kolejno był dziennikarzem, zastępcą szefa działu politycznego i wicenaczelnym portalu Fakt.pl. Pracował również w TVN24.pl.
W latach 2014–2017 w Agorze – najpierw jako wydawca strony głównej Gazeta.pl, a następnie dziennikarz w lifestyle’owym miesięczniku „Logo”.
W 2017 rozpoczął pracę w Wirtualnej Polsce. Początkowo jako wydawca prowadzący stronę główną WP.PL, następnie zastępca dyrektora strony głównej, a potem szef redakcji o2 i Wiadomości WP. Od marca do grudnia 2020 pełnił funkcję redaktora naczelnego WP, a po rezygnacji ze stanowiska nowego redaktora naczelnego Marcina Mellera, został pełnoprawnym redaktorem naczelnym WP w grudniu 2020 i członkiem zespołu zarządzającego Wirtualna Polska Media. W lutym 2023 zrezygnował z pracy w Wirtualnej Polsce.
Od lutego do sierpnia 2024 był redaktorem naczelnym grupy PTWP.
We wrześniu 2024 został szefem redakcji Kanału Zero, a w listopadzie tego samego roku ogłosił odejście z tej funkcji.

## Publikacje książkowe
Autor i współautor książek: „Wyznania Hieny”, „Jak zabiłam swojego raka”, „Prostytutki”, „Seksualne życie Polaków” „Jesionka dla trupa” i „Śmierć all-inclusive. Jak Polacy umierają na wakacjach”.